# Frontliner
Frontliner — незалежне українське репортерське медіа, яке розповідає про триваючу російсько-українську війну. Було засноване у 2021 році Андрієм Дубчаком —  репортером, журналістом, лауреатом численних нагород та премій, зокрема фіналістом премії імені Георгія Гонгадзе (2023).
У фокусі уваги — події на лінії фронту, нещодавно звільнених територіях, у тилу; документування доказів та свідчень очевидців щодо воєнних злочинів Росії. 
Редакція готує матеріали українською та англійською мовами. 
Frontliner співпрацює з українськими та закордонними виданнями, долучається до зборів на потреби української армії та переселенців. Репортери медіа беруть участь у фотовиставках та конференціях, покликаних привернути увагу світу до війни в Україні. 
У травні 2023 року засновник медіа Андрій Дубчак взяв участь у конференції The Bucha Journalism Conference як спікер однієї з панелей.
З червня 2023 року Frontliner розпочало медійне партнерство з Espreso.tv, у рамках якого готує ексклюзивні репортажі та включення, які публікуються на вебсайті, соцмережах, YouTube та в ефірі Еспресо TV .

## Історія
Ідея проєкту виникла у 2015 році, а роботу медіа розпочало в травні 2021. У той час метою створення медіа було привернути увагу до «забутої війни», яка на момент старту медіа, вже тривала 8 років.
На початку своєї діяльності команда Frontliner налічувала двох журналістів, SMM-менеджера, відеоредактора, чотирьох перекладачів та волонтерів. 
У жовтні 2021 року в Києві відбулася виставка «Донбас. Лінія фронту», де були представлені  фотографії, зроблені командою Frontliner під час відряджень у зону АТО/ООС. Того ж місяця репортери медіа взяли участь у виставці українських воєнкорів «13 ракурсів війни», присвяченій українським захисникам та захисницям.
Із зими 2021 року Frontliner співпрацює з виданням The New York Times. У 2022 році, напередодні вторгнення, Андрій Дубчак працював з NYT у Щасті, Новолуганському та Сєвєродонецьку, де і зустрів повномасштабну війну.
З початку повномасштабного вторгнення РФ в Україну Frontliner висвітлює події у прифронтових зонах, на звільнених територіях та із зони безпосередніх бойових дій. Зокрема, репортажі готувалися зі звільненої Київщини, Харківщини, Миколаївщини, населених пунктів Херсонщини, Донеччини та Луганщини.
На репортажі та фото Frontliner покликаються світові ЗМІ, зокрема The New York Times, Business Insider та The Washington Post.
Матеріали з доробку Frontliner увійшли до сцен документальної стрічки «Winter on Fire: Ukraine's Fight For Freedom» режисера Євгена Афінеєвського, що демонструє страшні події, які українці переживають під час повномасштабного російського вторгнення в Україну.

## Фіксація воєнних злочинів армії РФ
Загибель родини в Ірпені
6 березня 2022 року Андрій Дубчак та фотографка The New York Times Ліндсі Аддаріо потрапили під мінометний удар російської армії в Ірпені під Києвом та стали свідками загибелі родини, яка у той день намагалася евакуюватися. Це відео було поширене світовими медіа та стало одним з перших доказів того, що Росія стріляє по цивільних.
Звірства на Київщині
Навесні 2022 року репортер медіа Андрій Дубчак одним із перших задокументував наслідки звірств російської армії в Бучі, Ірпені, Гостомелі та Бородянці, які відкрилися світові в перші дні після звільнення Київщини.
Ексгумація в Ізюмі
Репортери медіа фіксували процес ексгумації масових поховань вбитих та закатованих українців у звільненому Ізюмі Харківської області.
Деокупація Херсону
Репортер Андрій Дубчак відзняв перші дні в звільненому Херсоні.
Інтервʼю з Михайлом Вершиніним
У січні 2023 року репортери Андрій Дубчак та Олена Максименко підготували велике інтервʼю «Урок, за який я заплатив», — Михайло Вершинін. Історія війни і полону» зі звільненим з російського полону головою Патрульної поліції Маріуполя Михайлом Вершиніним.
Підрив росіянами Каховської ГЕС
Репортери проєкту одразу після трагедії висвітлювали наслідки катастрофи як на території затопленої Херсонщини та Миколаївщині, так і на Запоріжжі та Дніпропетровщині, які спіткала посуха. Було видано низку лонгрідів: «Підрив Каховського водосховища: поки Херсонщина тоне, Запоріжжя міліє», «Теракт на Каховській ГЕС: Дніпропетровщина гине без води», «Вода відійшла, проблеми тільки на підході. Миколаївщина і Херсонщина після затоплення».

## Нагороди
- У 2022 році команда Frontliner, на чолі з Андрієм Дубчаком, отримала нагороду Free Media Award[34].
- У 2023 році засновник та репортер медіа Андрій Дубчак став фіналістом премії імені Георгія Гонгадзе[1].

## Фінансування
У 2021 році Frontliner вдалося зібрати стартову суму для запуску медіа на краудфандинговій платформі Спільнокошт та отримати грант від Міжнародного фонду «Відродження». Згодом медіа запустило Patreon. Відтоді та надалі Frontliner фінансується винятково за кошти благодійних внесків читачів та міжнародних грантових програм.